# 大连贝壳博物馆

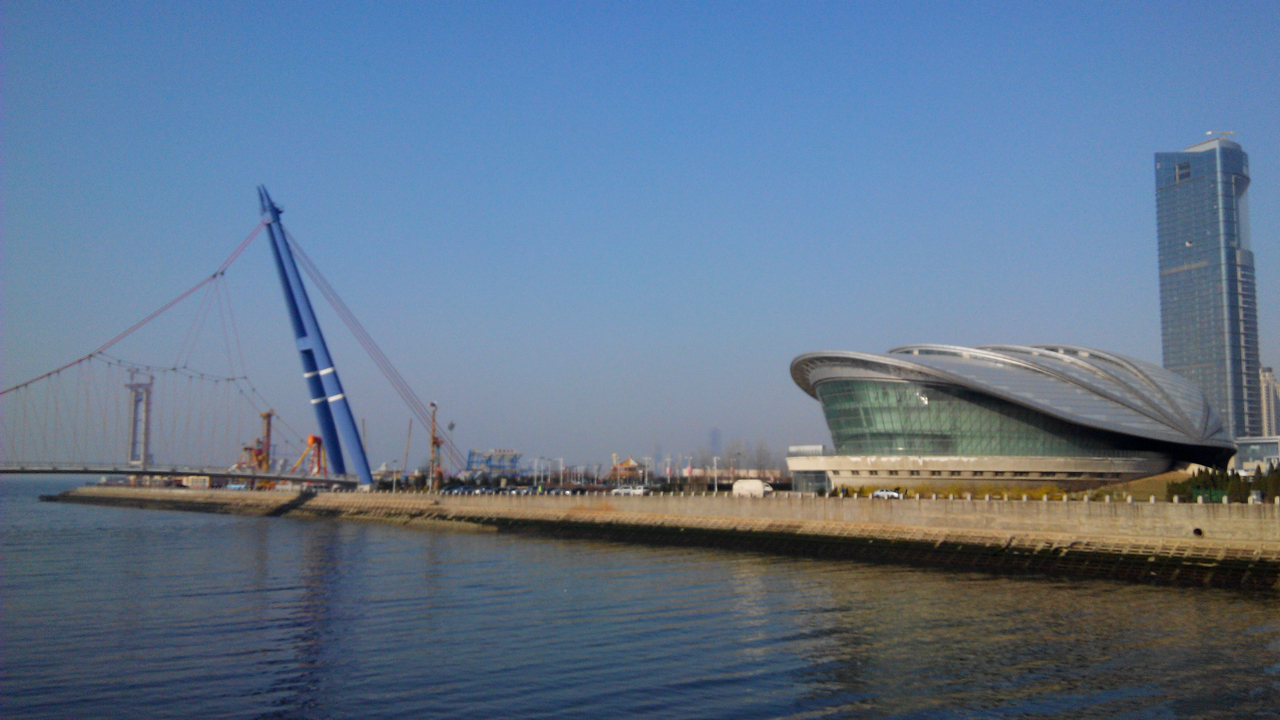
挑月桥与大连贝壳博物馆

大连贝壳博物馆原为城堡贝壳博物馆。

## 历史
成立于2003年，旧馆展厅面积不到两千平放米，展品数量仅有三千多种。2010年新馆建成，原来的城堡贝壳博物馆展品陆续搬入新馆，而城堡贝壳博物馆原址计划引入五星级酒店。

## 圖片

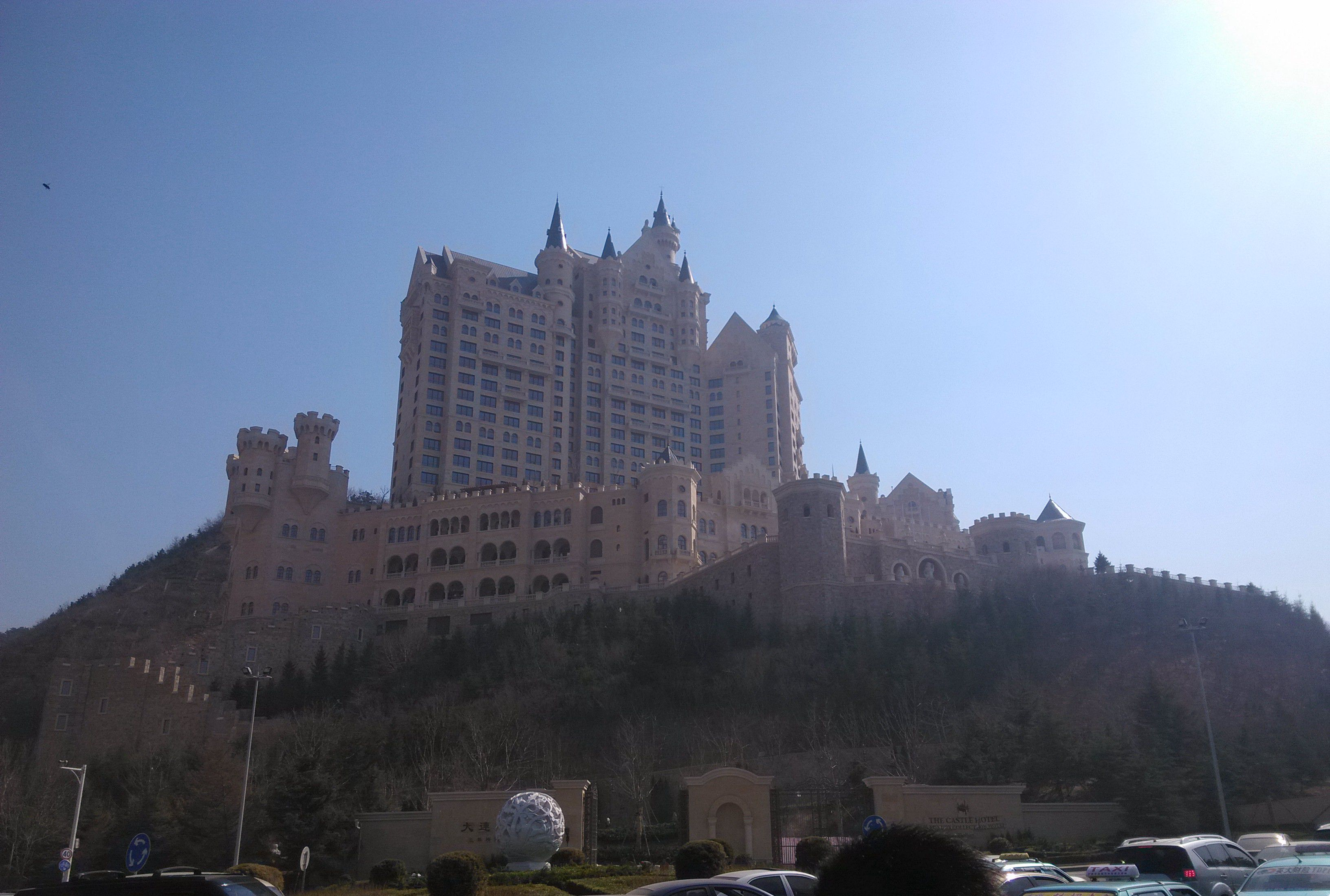
原城堡贝壳博物馆所在地
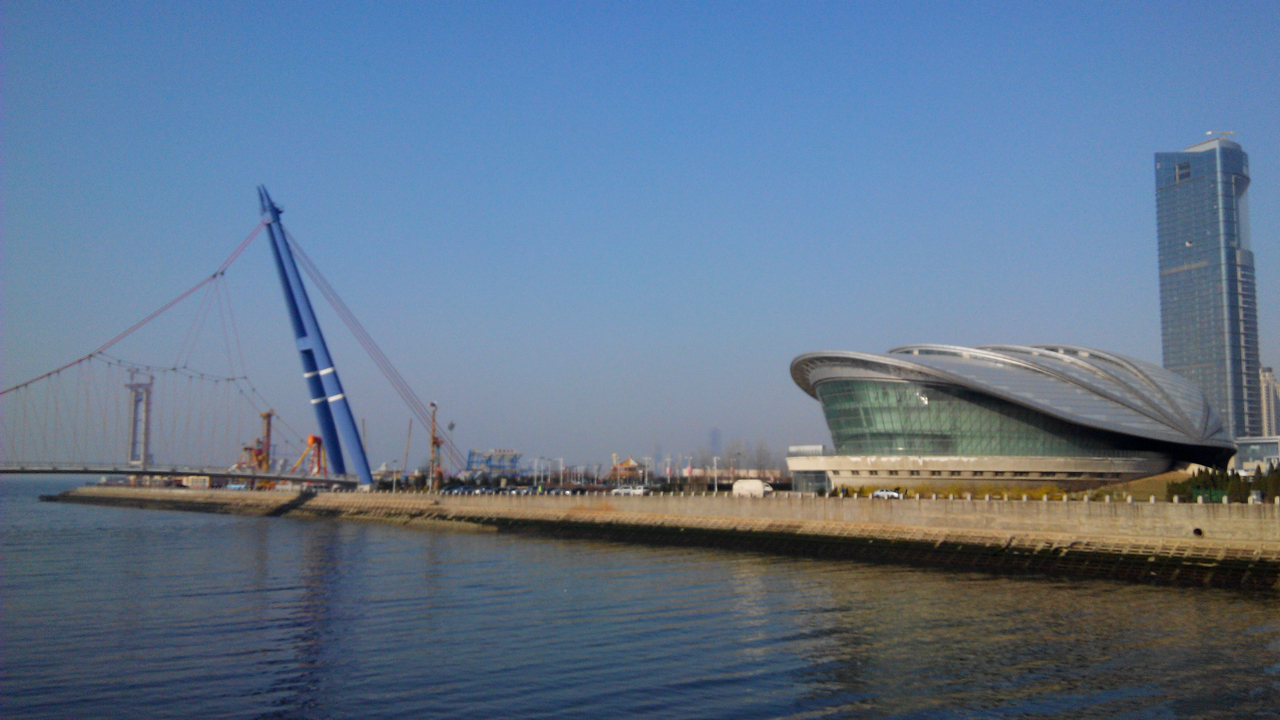
挑月桥与贝壳博物馆